# Leandro Almeida
Leandro Almeida da Silva dit Leandro Almeida est un footballeur brésilien, né le 14 mars 1987 à Belo Horizonte. Il évolue au poste de défenseur central.

## Palmarès
- Atlético Mineiro
  - Vainqueur du Championnat du Minas Gerais en 2007.
- Dynamo Kiev
  - Vainqueur de la Supercoupe d'Ukraine en 2009 et 2011.